# Rabia Bachmann
Rabia Bachmann (* 5. Juni 1994 in Nürnberg als Rabia Gülec) ist eine ehemalige deutsche Taekwondoin.
Bei den Taekwondo-Weltmeisterschaften 2013 in Puebla gelang ihr der Einzug ins Halbfinale. Dieses verlor sie gegen die Australierin Carmen Marton, wodurch sie in der Gewichtsklasse bis 62 Kilogramm die Bronzemedaille gewann. Ein Jahr später konnte sie diesen Erfolg bei den Europameisterschaften 2014 in Baku durch eine 6:12-Niederlage im Halbfinale gegen Marina Sumić in derselben Gewichtsklasse wiederholen. Bei den Europameisterschaften 2016 in Montreux gewann sie durch eine 1:3-Niederlage im Halbfinale gegen İrem Yaman ebenfalls Bronze.
2016 nahm sie an den Taekwondo-Wettbewerben bei den Olympischen Sommerspielen 2016 in Rio de Janeiro teil. Bei diesen kam sie bis ins Viertelfinale, verlor dort jedoch mit 1:5 gegen Nur Tatar.
Ihr Bruder Tahir Gülec ist ebenfalls Taekwondoin. Sie ist mit Taekwondoin Alexander Bachmann verheiratet und nahm dessen Nachnamen an.